# Trechus aztec
Trechus aztec är en skalbaggsart som beskrevs av René Gabriel Jeannel. Trechus aztec ingår i släktet Trechus och familjen jordlöpare. Inga underarter finns listade i Catalogue of Life.